# Дом А. С. Лопатиной
Дом А. С. Лопатиной — памятник архитектуры. Расположен в Уфе, современный адрес дома — улица Аксакова, 82.

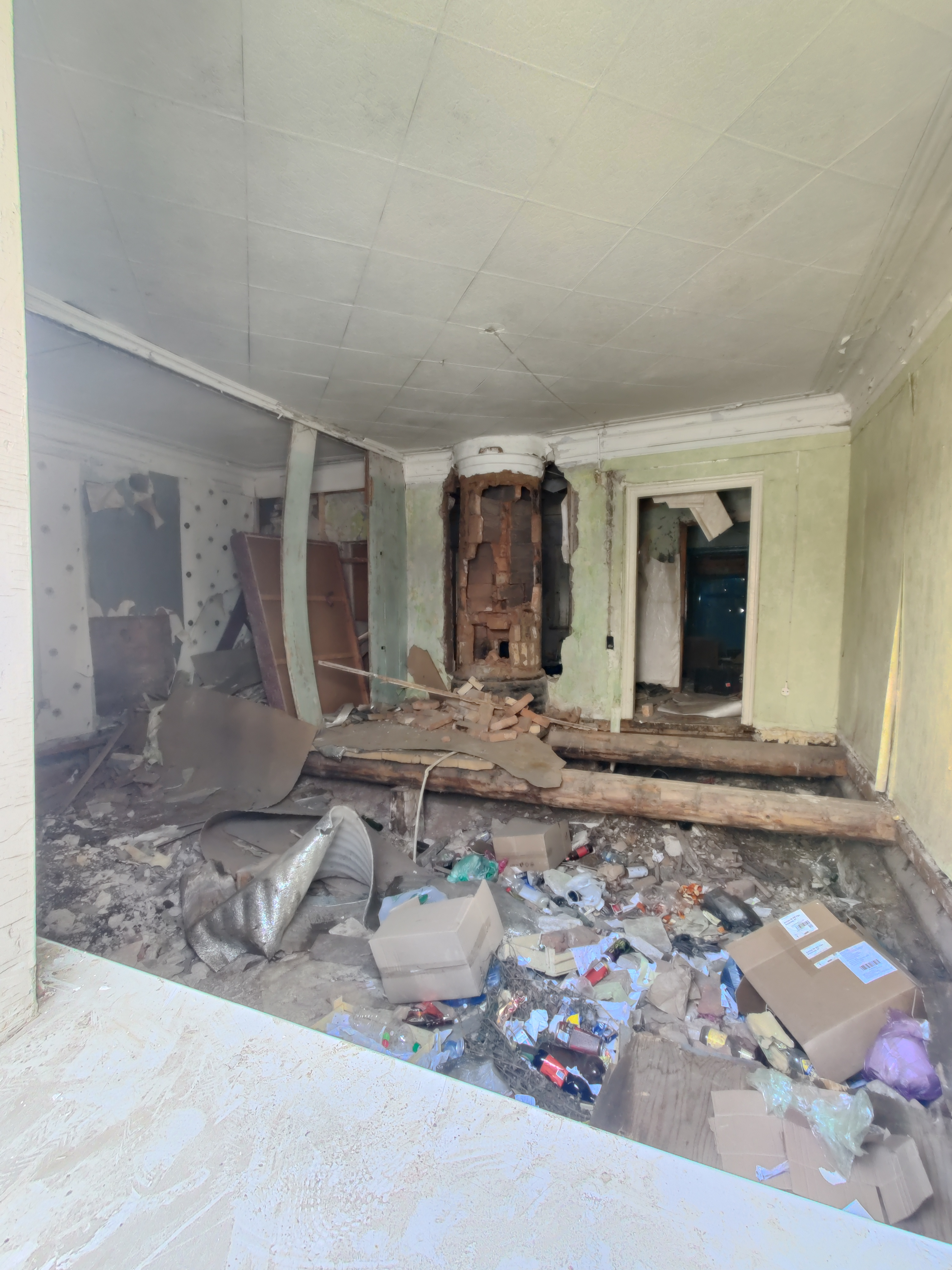
Состояние интерьеров после мародёрства, март 2024 года

В 1883 году участком владела Пелагея Карева, до 1897 года его купили отставной унтер-офицер Евфимий Амфилохиевич Лопатин и его жена Анна Сергеевна, занимавшиеся торговлей сеном и державшие каретную мастерскую.
Это деревянное двухэтажное жилое здание, первый этаж которого облицован кирпичом, было построено в конце XIX — начале XX века. Окна дома украшены резными наличниками, в декор входят резные карнизы и филенчатые пилястры. Во дворе здания стоял одноэтажный деревянный флигель с мезонином, в котором жила прислуга; в 1920-х годах к нему была сделана кирпичная пристройка, в октябре 2022 года флигель частично сгорел. Во дворе участка стоял бревенчатый каретник и был разбит плодовый сад.
После Октябрьской революции дом продолжил принадлежать Анне Сергеевне, но был приспособлен под коммунальные квартиры, на 2019 год их насчитывалось «около восьми». Парадный вход в здание был закрыт, двойные двери утрачены, в правой части фасада были сделаны ложные высокие сени, с левой стороны сделаны сени с лестницами.
12 января 2018 года здание было включено в Единый государственный реестр как объект культурного наследия регионального значения. На 2019 год дом ещё не был полностью расселён, но активно подвергался разрушению руками мародёров (и сотрудников ЖЭУ, считавших, что здание идёт под снос). В 2022 году мэрия Уфы объявила торги на проект сохранения здания с максимальной ценой контракта в 2,06 млн рублей, к тому времени здание было полностью расселено. В декабре 2024 года был объявлен аукцион на здание с начальной ценой в 1 рубль, при этом отмечалось, что инженерные коммуникации отсутствуют, цоколи и отмостки деформированы, оконные и дверные заполнения частично утрачены. Аукцион закончился 19 января 2025 года на цене 6,47 млн руб, в течение трёх лет должна быть проведена реставрация и приспособление здания.